# 306
| [ Edytuj tabelę ] | |
| Król Armenii      | - 287 Tiridates III 330                                                                                                   |
| Cesarz Chin       | - 290 Jin Huidi 307 |
| Władca Korei      | - 300 Mich’ŏn 331 |
| Król Persji       | - 302 Hormizdas II 309 |
| Cesarz Rzymu      | - 305 Sewer II 307 - 305 Galeriusz 311 - 305 Konstancjusz I Chlorus 306 - 306 Konstantyn Wielki 337 - 306 Maksencjusz 312 |

Rok 306 / CCCVI
stulecia: III wiek ~
IV wiek ~
V wiek

lata: 296 «
301 «
302 «
303 «
304 «
305 «
306
» 307
» 308
» 309
» 310
» 311
» 316

## Wydarzenia
Cesarstwo rzymskie
- 25 lipca – w Eboracum obwołano cesarzem Konstantyna, syna Konstancjusza I Chlorusa; nowy cesarz przystąpił do umacniania swojej pozycji w Brytanii i Galii.
- 28 października – Maksencjusz, syn Maksymiana, ogłosił się cesarzem w Rzymie.
- Ekspedycja Konstantyna przeciwko Frankom.
- Sewer II wkroczył zbrojnie do Italii.
- Ukończono Termy Dioklecjana w Rzymie.

## Zmarli
- 17 lutego – Teodor z Amasei, męczennik chrześcijański.
- 25 lipca – Konstancjusz I Chlorus, cesarz rzymski (ur. 250).
- 26 października – Dymitr z Tesaloniki, męczennik chrześcijański (ur. ≈270).
- Apphianos, męczennik chrześcijański.